# Перехрестя (фільм, 1998)
«Перехрестя» (рос. «Перекрёсток») — російсько-білоруський художній фільм 1998 року режисера Дмитра Астрахана.

## Сюжет
Він ніколи не вірив в любов з першого погляду. Вона ніколи не знайомилася з чоловіками на вулиці. Випадково зустрілися, сподобалися один одному. Йому треба летіти до Америки, їй пропонують престижну роботу. А без штампа у паспорті ні візи, ні хорошого місця не отримати...

## У ролях
- Леонід Ярмольник
- Ганна Легчилова
- Олександр Єфремов
- Ольга Самошина
- Ольга Бєляєва
- Олег Корчиков
- Геннадій Свір

## Творча група
- Сценарій: Олег Данилов
- Режисер: Дмитро Астрахан
- Оператор: Олександр Рудь
- Композитор: Андрій Макаревич, Олексій Григор'єв